# Volčkova vas
Volčkova vas je naselje v Občini Šentjernej.